# Zatoka Kolska
Zatoka Kolska (ros. Кольский залив, Kolskij zaliw) – przypominająca fiord zatoka Morza Barentsa, u północnych brzegów należącego do Rosji Półwyspu Kolskiego. Wcina się w ląd na długość ok. 57 km. U wejścia zatoka ma szerokość 7 km i zwęża się ku południu osiągając ok. 1 km szerokości. Głębokość u  wejścia wynosi ok. 200–300 m. Do zatoki wpadają rzeki Tułoma i Koła. 
Wschodni brzeg jest górzysty i stromy, zachodni zaś stosunkowo płaski. Po wschodniej stronie leżą porty Murmańsk i Siewieromorsk. Po zachodniej stronie znajduje się Polarnyj, główna baza rosyjskiej Floty Północnej. 
Pływy w zatoce osiągają 4 m. W zimie w południowej części zatoka bywa pokryta lodem.